# M48 (amas ouvert)
Pour les articles homonymes, voir M48.
M48 (ou NGC 2548) est un amas ouvert,, situé dans la constellation de l'Hydre. Il a été découvert par l'astronome français Charles Messier en 1771.
M48 est à environ 769 pc (∼2 510 al) du système solaire et les dernières estimations donnent un âge de 361 millions d'années. La taille apparente du noyau de l'amas est de 30 minutes d'arc, ce qui, compte tenu de la distance, donne une taille réelle maximale d'environ 22 années-lumière.
Selon la classification des amas ouverts de Robert Trumpler, cet amas renferme entre 50 et 100 étoiles (lettre m) dont la concentration est forte (I) et dont les magnitudes se répartissent sur un intervalle moyen (le chiffre 2).

## Découverte
Quand Charles Messier a découvert cet objet en 1771 lors de ses recherches systématiques, il entra dans ses notes une position erronée. L'objet a alors été considéré comme inexistant ou perdu jusqu'à l’identification de M48 à NGC 2548 par Oswald Thomas (en) en 1934, découverte que l'astronome canadien T.F. Morris fit indépendamment en 1959.
Comme M48 était considéré comme inexistant, la découverte de l'amas a été attribuée à deux astronomes, soit Johann Elert Bode avant l'année 1782 et à Caroline Herschel le 3 août 1783. L'observation de Caroline a été publiée par son frère William dans son catalogue en 1786. C'est l'observation de Caroline Herschel que John Dreyer a inscrit à son catalogue sous la cote NGC 2548.

## Caractéristiques

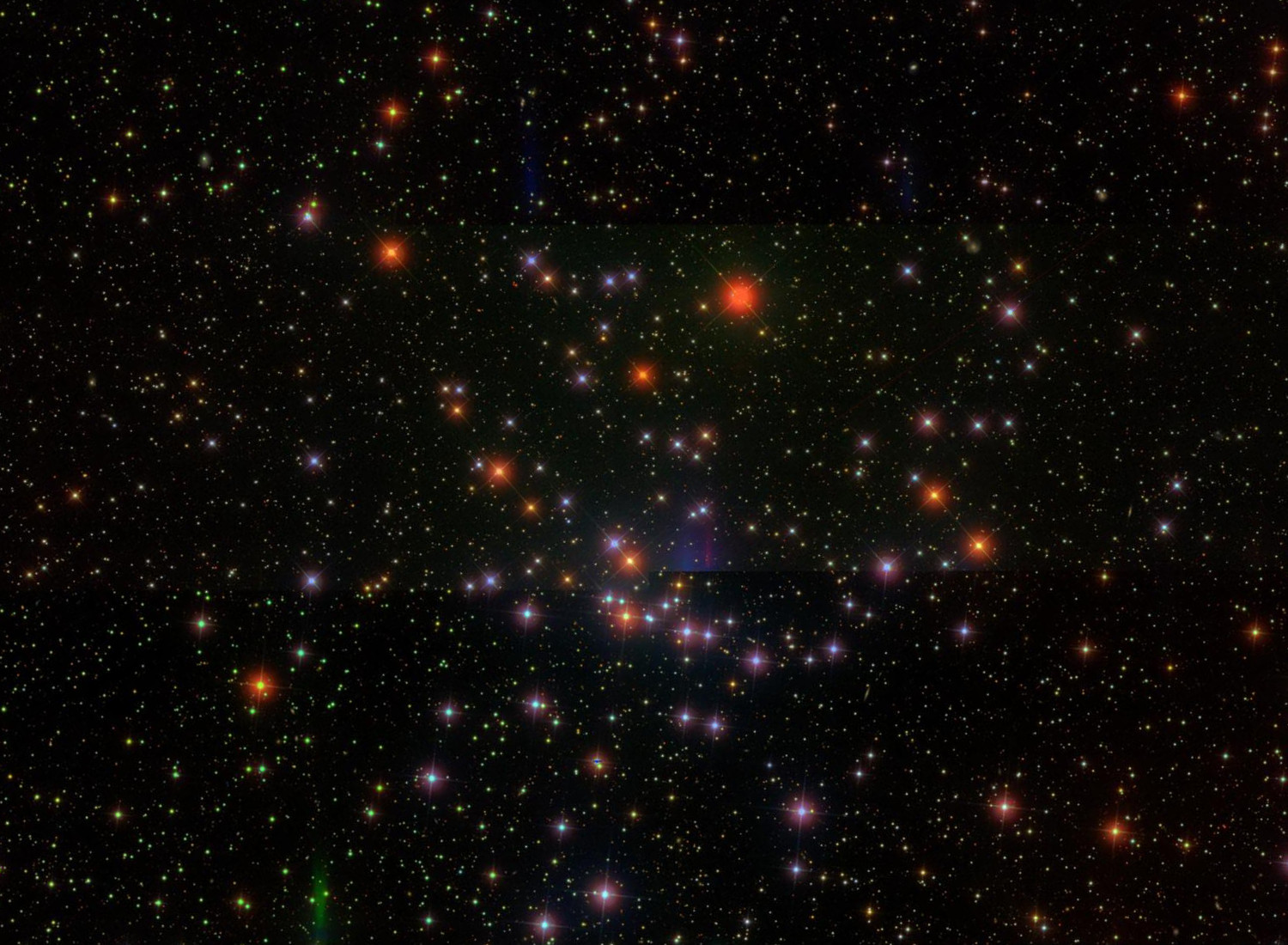
Image de l'étude SDSS.

Dans de bonnes conditions, on peut observer M48 à l'œil nu. Le noyau plus dense de l'amas s'étend sur 30 minutes d'arc et il comprend environ 50 étoiles. Mais l'amas s'étend jusqu'à 54 minutes d'arc, ce qui lui confère un diamètre d'environ 39 années-lumière et environ 80 étoiles,.
Selon certaines références, la distance qui nous sépare de M48 est de 1 500 ou 2 000 années-lumière. La base de données des amas ouverts WEBDA indique une distance de 2 510 années-lumière.
L'étoile la plus lumineuse de M48 est de type spectral A2 et sa magnitude est de 8,8 avec une luminosité environ 70 fois plus grande que celle du Soleil. M48 renferme 3 géantes jaunes de type spectral G-K.